# アスファルトジャングル
『アスファルトジャングル』は、五味川純平の小説。またそれを原作としたテレビドラマ。
テレビドラマは、1965年4月8日から同年9月30日まで、NETテレビ（現・テレビ朝日）系列にて放映された。

## 概要・ストーリー
「人間――――　それは　幾つもの顔を持つ生きもの　大都会――――　それは　人間のジャングル　欲望の掟に従って生活する　ジャングルの生きものたちにとっては　単純な善意など　ひ弱な餌食に等しい」（テレビドラマでのオープニングナレーションより）
『TVウイークリー』編集長の牧耕平と、そのパートナー的な形で行動する高倉映子の二人を中心に、政界の権力者・印南十四郎の選挙違反、また政界にはびこる汚職といった社会悪に強い正義感を以って対決する牧たちの活躍を描く。
原作は、同じ五味川原作による『孤独の賭け』の姉妹編に当たる。

## 放映データ
- 放映期間：1965年4月8日 - 9月30日
- 放映曜日・放映時間帯：毎週火曜日22:00 - 23:00
- 放映話数：全26話
- 放映形式：モノクロ16mmフィルム

### スタッフ
- 原作：五味川純平（三一書房 刊）
- 企画：片岡政義、落合兼武
- 脚本：今村文人、桂一郎
- 監督：伊賀山正光、永野靖忠、北村秀敏
- 助監督：吉川一義 他
- 進行：山本剛正
- 音楽：チャーリー石黒
- 制作：NET、東映テレビプロ

### 主題歌・挿入歌
- オープニングテーマ：『冷たい舗道のブルース』唄：高城丈二（作詞：水島哲、作曲：藤原秀行　ポリドール・レコード）
- 挿入歌：『愛したい 愛したい』唄：高城丈二（作詞：水島哲、作曲：藤原秀行　ポリドール・レコード）

## キャスト
- 高城丈二（牧耕平）
- 広瀬みさ（高倉映子）
- 野川由美子（水上洋子）
- 根上淳（醍醐弁護士）
- 二本柳寛（印南十四郎）
- ロミ・山田（野々宮蘭子）
- 大村文武（高倉勇次）
- 井上清子（梅谷ぎん）
- 吉田義夫（梅谷）
- 江見俊太郎
- 久野四郎
- ナレーター：芥川隆行

### ゲスト出演
- 梅津栄 - 第1話
- 大泉滉 - 第1話
- 天草四郎 - 第1話、第23話
- 柳谷寛 - 第1話
- 中原美沙緒 - 第1話
- 森山加代子 - 第1話
- 星美智子 - 第3話、第7話、第8話
- 三田村元 - 第7話、第8話
- 松島アキラ - 第7話、第8話、第19話
- 戸浦六宏 - 第9話
- 明智十三郎 - 第9話、第12話
- 丘野美子 - 第14話
- 高木均 - 第16話
- 福田和子 - 第17話、第18話、第19話
- 高橋正夫 - 第19話、第22話
- 関弘子 - 第24話